# Экиатапский хребет
Экиатапский хребет — горная страна на территории Чукотского нагорья, в северо-восточной части Дальнего Востока России. Административно находится на территории Шмидтовского района Чукотского автономного округа. Максимальная высота 1522 м.
С северных склонов Экиатапского хребта берёт исток река Энматгыр, на восточных склонах — Рывеем, северо-восточных отрогах — Тыркылываам.